# Gångdagar
Gångdagar är – efter Åke Ohlmarks beskrivning – "en medeltida beteckning för bönsöndagen med efterföljande måndag och tisdag, då under äldre katolsk tid processioner gick ut på åkrarna för att medelst klockringning och böner avvärja missväxt och landsplågor. Då ett svart kors bars i processionens spets kallades gångdagarna också 'svarta korsets tre dagar'." I Sverige avskaffades gångdagarna och flera andra helgdagar år 1772 som ett resultat av kung Gustav III:s Förordning den 4 november 1772 angående sabbatens firande samt vissa helgdagars flyttning eller indragning. Motiveringen var främst att gudstjänsterna under vissa helgdagar hade dåligt med besökare, och att många istället använde ledigheten till att dricka rusdrycker.
Gångdagar, som även kallas rogationsdagar, har varit en slags förberedelsetid med fastekaraktär. Om gudstjänst firas gäller liturgisk färg lila. Böneämne under dessa dagar är särskilt för årets skörd.